# Asota complana
Asota complana là một loài bướm đêm trong họ Erebidae.